# フロリン・チェザル・オワトゥ
フロリン・チェザル・オワトゥ（ルーマニア語:Florin Cezar Ouatu）は、ルーマニアのオペラ歌手である。プロエシュティ芸術音楽アカデミーにてピアノと合唱指揮の学位を受け、2004年にミラノ音楽院を卒業する。
バルセロナのFrancisco Viñas、ドレスデンのCompetizione dell Opera、リーヴァ・デル・ガルダのRiccardo Zandonai、サンマリノのRenata Tebaldi、サルザーナのSpiros Argirisなどの国際的な音楽祭で賞を受ける。
2007年にヴェネツィアのフェニーチェ劇場にて、オペラ『エジプトの十字軍』にてロードス島の騎士・アルマンドを演じたのが、プロのオペラ歌手としての初舞台であった。
2013年3月9日、ルーマニア・テレビによるユーロビジョン・ソング・コンテスト2013のルーマニア代表選考の決勝にて「It's My Life」を歌う。彼の楽曲は視聴者投票で最上位、審査員投票を併せた総合順位でも1位となり、これにより同年5月にスウェーデンのマルメで開催されるユーロビジョン・ソング・コンテスト2013のルーマニア代表に選出された。